# Browder v. Gayle
Lire en ligne

https://www.oyez.org/cases/1956/342

Browder v. Gayle est une décision de justice rendue par la United States District Court for the Middle District of Alabama (en), à propos de la ségrégation raciale dans les bus du service public de la ville de Montgomery et plus généralement de l'Alabama. Par deux voix contre une, la Cour a décidé le 5 juin 1956, que la ségrégation dans les bus était inconstitutionnelle au regard du Quatorzième amendement de la Constitution des États-Unis et de l'égalité des droits qui doit être accordée à tout citoyen. La Cour suprême des États-Unis sous la présidence d'Earl Warren confirma la décision le 13 novembre 1956, à la suite de l'appel interjeté par l'État d'Alabama et la ville de Montgomery,,.

## Contexte
Deux mois après le début du boycott des bus de Montgomery (rendu célèbre par l'intervention de Martin Luther King, et déclenché par Rosa Parks), les militants des droits civiques se penchent à  nouveau sur le cas de Claudette Colvin. Âgée de 15 ans, elle était la première à avoir été arrêtée pour avoir refusé de céder son siège à un Blanc, neuf mois avant le coup d'éclat de Rosa Parks.
Les juristes de la NAACP craignaient que l'appel du procès de Rosa Parks ne les soumette aux tribunaux de l'Alabama, et souhaitaient plaider directement le caractère anticonstitutionnel de la ségrégation devant une Cour fédérale.
Les juristes approchèrent alors Claudette Colvin, Aurelia Browder, Susie McDonald (en), Mary Louise Smith et Jeanetta Reese : toutes les cinq avaient subi des discriminations de la part de chauffeurs de bus sous la réglementation du système de bus de Montgomery. Elles acceptèrent de se porter plaignantes dans un procès civil fédéral, évitant ainsi le système judiciaire de l'Alabama. En 1956, J. Reese retira sa plainte à la suite de pressions de la communauté blanche.